# Riksväg 16, Finland

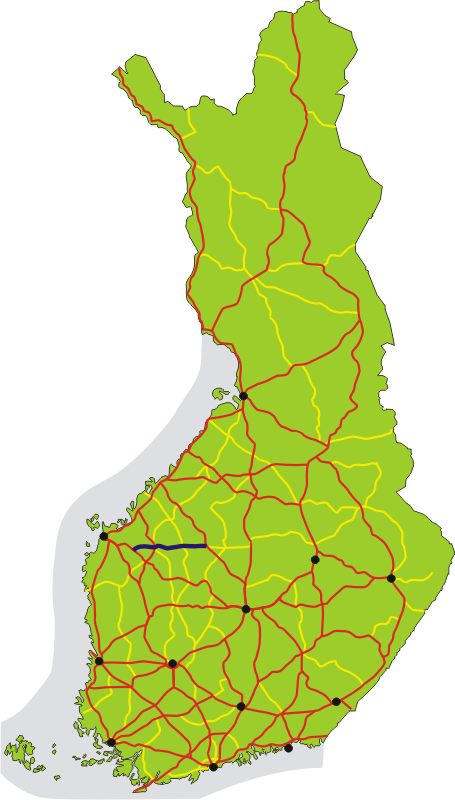
Riksväg 16 markerad med mörkblått på kartan.

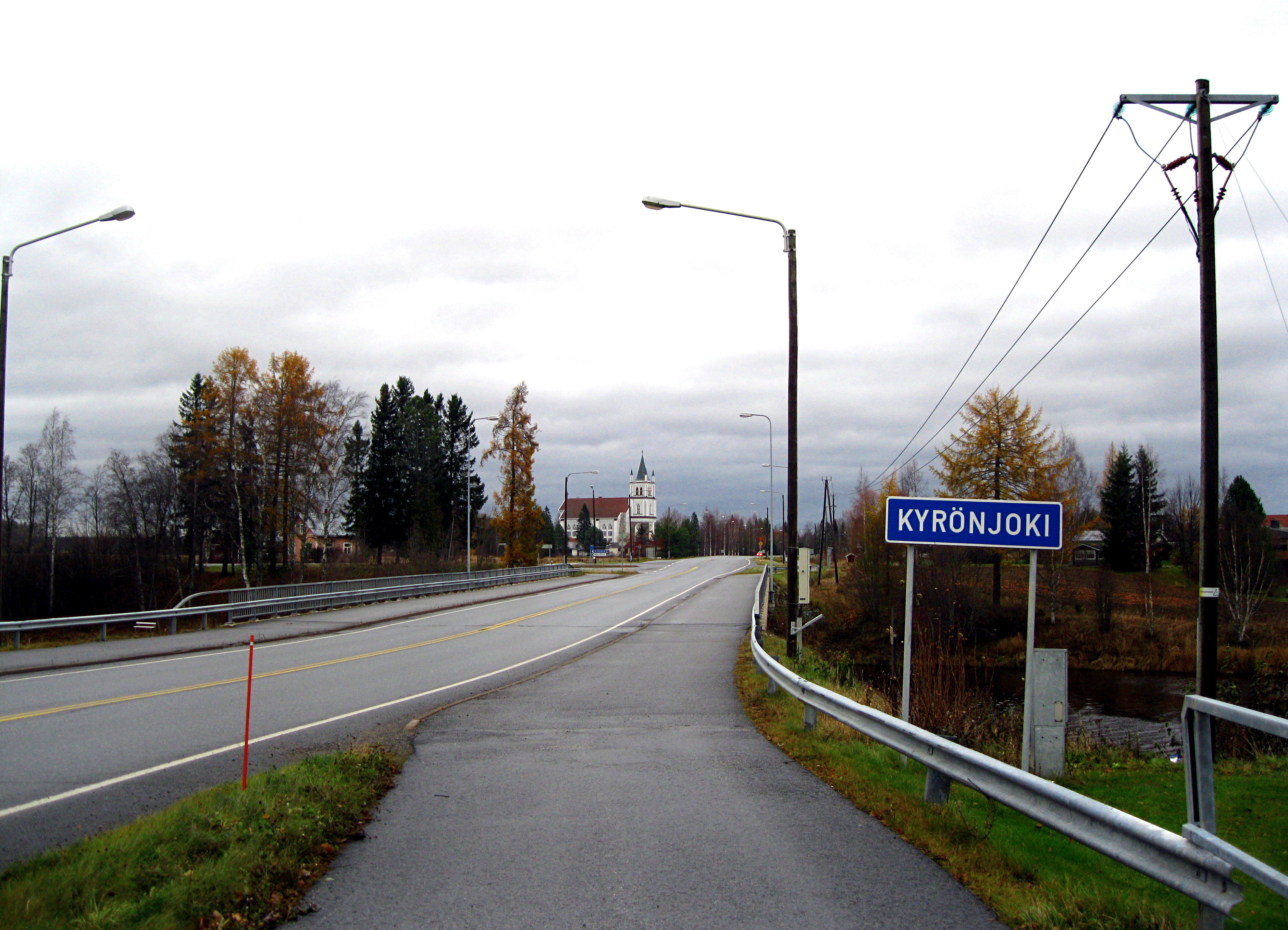
Riksväg 16 i Ylistaro.

Riksväg 16 är en av Finlands huvudvägar. Den går från Ylistaro till Kyyjärvi vid Riksväg 13.